# Абаза Платон Никандрович
Плато́н Ника́ндрович Абаза́ (1798 — 27 січня (8 лютого) 1862, Харків) — український практик сільського господарства та знавець вівчарства.

## Життєпис
Від 1823 перебував у відставці в чині ротмістра. Дійсний член Товариства сільського господарства Південної Росії.

## Опубліковані статті
- 1838 — «О пользе учреждения выставки овец в Харькове».
- 1844 — «Сведения об овцеводстве» (в маєтку автора).
- 1860 — «Копные грабли».
- 1860 — «О выставке тонкошерстных баранов».
- 1861 — «Причина объедания овцами одна у другой шерсти и средства отвращения этого зла».